# Escoltes de Menorca
Escoltes de Menorca és una associació d'agrupaments escoltes catòlica de Menorca que pertany al Moviment Scout Catòlic.
Tot i que ja hi havia hagut agrupaments escoltes a l'illa, l'associació actual fou fundada el gener de 1971 amb el nom d'Associació Diocesana d'Escoltisme de Menorca.
Aquests són els agrupaments que el formen actualment:
- Agrupament escolta Federico Pareja (Ciutadella)
- Agrupament escolta Sant Antoni Maria Claret (Ciutadella)
- Agrupament escolta Sant Bartomeu (Ferreries)
- Agrupament escolta Cristòfol Barber (Es Migjorn Gran)
- Agrupament escolta Santa Eulàlia (Alaior)
- Agrupament escolta Sant Climent (Sant Climent)
- Agrupament escolta Sant Lluís (Sant Lluís)
- Agrupament escolta Tramuntana (Maó)
- Agrupament escolta Àngel Ruiz i Pablo (Es Castell)